# New Slang
«New Slang» es la sexta canción y primer sencillo del álbum debut de la banda The Shins, Oh, Inverted World. Fue lanzada como sencillo en 2001. La canción describe a alguien diciéndole a otra persona que si se hubieran puesto juntas, "el resto de sus vidas hubiera ido bien". La canción también trata sobre la "feliz" ignorancia de la juventud y de la constancia pérdida de la misma. James Mercer ha revelado en una entrevista con la revista InDublin que mientras escribía la canción, quería salirse de su "ciudad, trabajo, relaciones y vida". La canción se hizo famosa principalmente porque fue usada en la película Garden State y en un comercial televisivo de McDonald's.

## En la cultura popular
En el diálogo de la película "Garden State", la canción fue explícitamente referida a ello. En una escena, Sam, le pasa unos auriculares a Andrew, para que oiga la canción. Mientras Sam se los pasa, ella le dice: "Tienes que escuchar esta canción, cambiará tu vida." La canción también salió en la serie de televisión de Zach Braff, Scrubs en el episodio "My Balancing Act" y apareció en la banda sonora de la serie de 2002.
Una versión en vivo de la canción, tocada con Iron & Wine, aparece su el sencillo de 2004, Fighting in a Sack.
En el episodio "Eloise" del programa televisivo "The Sopranos", New Slang está siendo tocada cuando Tony y Carmela Soprano visitan el apartamento de su hija Meadow.
La canción sale también en Buffy the Vamprie Slayer en el episodio de la séptima temporada "Him".

## Lista de canciones
1. «New Slang» - 3:51
2. «Sphagnum Esplanade» - 4:20

- Datos: Q1169276